# Джозвяк, Грег
Грег «Джоз» Джозвяк (англ. Greg "Joz" Jóswiak; род. США) — американский топ-менеджер. Старший вице-президент по международному маркетингу (CMO), подчиняющийся гендиректору Тиму Куку корпорации Apple Inc, с октября 2020 года заменивший на этом посту Фила Шиллера.

## Биография
Грег Джозвяк является американцем с польскими корнями.

### Образование
В 1986 году он получил степень бакалавра по компьютерной инженерии в Мичиганском университете.

### Карьера
И в июне 1986 года он начал свою карьеру в компании Apple, работая над первыми компьютерами Macintosh и занимаясь поддержкой сообщества сторонних разработчиков платформы Mac. Он также сыграл ключевую роль в разработке и запуске некоторых из самых любимых потребительских продуктов компании Apple, включая оригинальные iPod и iPhone.
Джоз имеет более чем 30-летний опыт работы в сфере маркетинга и менеджмента в Apple, последний раз он занимал должность вице-президента по маркетингу продуктов Apple, где он руководил группами по маркетингу и управлению продуктами, отвечающими за всю линейку продуктов Apple.
В октябре 2020 года он заменил на должности старшего вице-президента по международному маркетингу Фила Шиллера — одного из выдающегося топ-менеджеров компании Apple, часто появлявшегося на презентациях новых продуктов и сервисов компании.
Теперь в качестве ведущего маркетолога компании он курирует маркетинг всех флагманских продуктов, таких как: iPhone, iPad, MacBook и таких новых интернет-сервисов, как Apple TV+ и Apple Arcade.